# Mittersil

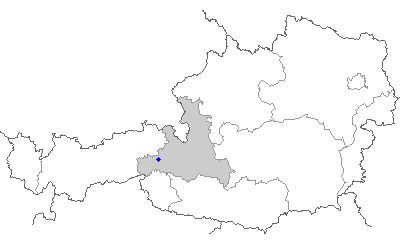
Mittersil in Austria

Mittersil este un oraș în Austria.